# دافور رادمانوفيتش
دافور رادمانوفيتش هو لاعب كرة قدم ومدرب كرة قدم كرواتي في مركز الوسط، ولد في 12 سبتمبر 1957 في رييكا في كرواتيا. لعب مع خوفا اسبانيول ونادي أليكانتي ونادي إيركوليس ونادي رييكا ونادي ماريبور.